# Virgin Hill
Der Virgin Hill (englisch für Jungfrauhügel, in Argentinien Cerro Virgen de las Nieves ‚Schneejungfrauenhügel‘, in Chile Cerro Di Castri) ist ein 665 m (nach chilenischen Angaben 721 m) hoher Hügel auf der westantarktischen James-Ross-Insel. Er ragt westlich des Carro-Passes auf.
Wissenschaftler einer argentinischen Antarktisexpedition (1977–1978) benannten ihn als Cerro Virgen de las Nieves (spanisch für Jungfrau der Schneehügel). Das UK Antarctic Place-Names Committee übertrug die Benennung 1988 in verkürzter Form ins Englische. Namensgeber der chilenischen Benennung ist der Italiener Francesco Di Castri (1930–2005) von der Universidad de Chile, der bei der 22. Chilenischen Antarktisexpedition (1967–1968) hier die Mesofauna untersucht hatte.